# Heimwegtelefon
Das Heimwegtelefon ist eine Telefonhotline in Deutschland und Österreich, die Anrufenden mehr Sicherheit auf Strecken, die nachts als bedrohlich empfunden werden, vermitteln soll. Die gleiche Funktion erfüllt eine Heimweg-App. In Deutschland wird das Heimwegtelefon von ehrenamtlichen Mitarbeitern betrieben, in Österreich von kommunalen Ordnungsdiensten.

## Prinzip
Die Idee des Heimwegtelefons hatten Anabell Schuchhardt und Frances Berger im Jahr 2011. Sie hatten die Erfahrung gemacht, dass sie sich auf nächtlichen Nachhausewegen sicherer fühlten, wenn sie währenddessen ein Telefongespräch mit einem Bekannten oder Familienmitglied führten und dabei ihren Standort durchgaben. So würden eventuelle Angreifer abgeschreckt und im Fall eines Übergriffs könnte die Polizei alarmiert werden. Da im Freundeskreis nicht immer jemand erreichbar war, entstand die Idee, solche Anrufmöglichkeiten organisiert zur Verfügung zu stellen und auch anderen Personen mit Mobiltelefon zugänglich zu machen. Die Hotline ist seit Ende Dezember 2013 deutschlandweit unter der Rufnummer 030/12074182 erreichbar. Als Kosten fallen die üblichen Tarife eines Gesprächs vom Handy zum Festnetz an.
Ähnlich funktionieren auch Heimweg-Apps. Manche Apps bieten auch eine virtuelle Begleitung durch einen Bekannten oder ein professionelles Team an. Die Schweizer Polizei begrüßt derartige Apps zwar grundsätzlich, kritisiert aber, dass nicht alle Apps in Zusammenarbeit mit der Polizei eingerichtet wurden und den Notruf direkt an die örtliche Polizei weiterleiten; bei anderen kann es zu Verzögerungen kommen.

## Entstehung in Deutschland
Recherchen ergaben, dass solch ein Angebot in Schweden bereits seitens der Polizei besteht. Anfragen bei der Polizei in Deutschland und bei den Berliner Verkehrsbetrieben blieben ohne Ergebnis. Daraufhin betrieben die beiden Gründerinnen die Hotline in einer Testphase selbst und versuchten, das Angebot über die Crowdfunding-Plattform betterplace zu finanzieren. Mit weiteren Freiwilligen, die mit einer kostenlosen Callcenter-Software bundesweit Anrufe entgegennehmen können, soll die Erreichbarkeit über die bisherigen Zeitfenster (freitags und samstags von 22 bis 2 Uhr) auf weitere Wochentage ausgedehnt werden und mit weiteren Spenden eine kostenfreie 0800-Rufnummer ermöglicht werden. Im April 2014 sind bereits fünf weitere ehrenamtliche Mitarbeiter für die Hotline tätig, und Anrufe werden aus ganz Deutschland entgegengenommen.
Im Jahr 2020 sind es über 80 ehrenamtliche Mitarbeiter, so dass die Zeiten ausgeweitet werden konnten. Das Heimwegtelefon ist jetzt von Sonntag bis Donnerstag jeweils von 21 bis 24 Uhr, und freitags und samstags jeweils von 21 bis 3 Uhr erreichbar.

## Reaktionen
Über das Projekt wurde nicht nur deutschlandweit, sondern auch in Österreich, der Schweiz und Ungarn berichtet.
Ein Telefon am Ohr könne nach Auffassung der Polizei in Düsseldorf allerdings auch Auslöser für einen Überfall sein, denn teure Smartphones würden ihren Benutzern mitunter einfach aus der Hand gerissen. Dieses Risiko kann durch die Verwendung eines Headsets minimiert werden.

## Österreich
Graz
Im Jahr 2016 richtete auch die Stadt Graz ein Heimwegtelefon ein, das von der dortigen Ordnungswache betreut wird. Graz stellt zudem eine Heimweg-App bereit, die u. a. eine Verbindung zum Heimweg-Telefon herstellen kann und Notrufnummern vorhält.
In Kooperation werden von der Grazer Ordnungswache die Heimwegtelefone für folgende Städte betrieben:
- Wiener Neustadt: seit Oktober 2018 mit einer eigenen Telefonnummer, welche die Anrufe nach Graz weiterleitet.[11]
- Amstetten: seit Februar 2019, ebenfalls in Zusammenarbeit mit Graz[12]

Linz
Seit Mai 2019 bietet der Ordnungsdienst der Stadt Linz GmbH das Heimwegtelefon als Service an.
Niederösterreichweit
Mit dem Fahrplanwechsel im Dezember 2022 starten die ÖBB mit dem Land Niederösterreich ein Heimwegtelefon im gesamten Bundesland.